# Zeta-7
Zeta-7 is een shoot 'em up actiespel voor de Commodore 64. Het spel en zijn muziek is gemaakt door Mike Wacker en uitgegeven door Mogul Communications in 1984. Het spel speelt zich af in de ruimte.